# Stenkul
Stenkul er det næst-nederste lag ud af fire forskellige kularter.
Stenkul er blødt og indeholder det tjærelignende stof bitumen. Stenkul består af 84% kulstof, og den eneste kulart der består af mere, er antracit der består af 95% kulstof.
Stenkul er gnistrende sort, glat og homogent som plastic.
Koks fremstillet af stenkul har et gråligt skær og ofte små blærer, hvor gasser er undsluppet. Disse koks var på mange måder en forudsætning for den industrielle revolution idet de muliggjorde fremstillingen af råjern i store mængder, i store højovne. The Iron Bridge (en), verdens første bro i jern (støbejern) åbnede i 1781.
Den betragtes normalt som starten på den industrielle revolution.
| Geologi | Spire Denne artikel om geologi er en spire som bør udbygges. Du er velkommen til at hjælpe Wikipedia ved at udvide den. |